# Baroul Argeș
Baroul Argeș face parte din Uniunea Națională a Barourilor din România și este constituit din toți avocații din județul Argeș.

## Istoric
Baroul Argeș s-a înființat în anul 1864 având ca temei legal Legea nr. 170 din 04.11.1864. Anterior acestei date existau unele reglementări disparate în diverse legiuiri (Ipsilanti, Caragea, Regulamentul Organic), dar nu exista o reglementare privitoare la organizarea corpului de avocați ca atare, cu reguli stricte privind intrarea în breasla avocaturii, a instruirii în perioada de stagiu a noilor veniți, a răspunderii disciplinare a membrilor corpului față de conducerea instituită.
Începând cu anul 1885, odată cu constituirea baroului districtului Argeș, au fost înscriși în corp atât absolvenții unor facultăți de drept românești sau străine, în mod obligatoriu cetățeni români, dar și unii practicanți acceptați de o comisie la nivel ministerial.
În preajma primului război mondial numărul avocaților din baroul Argeș era de aproximativ 70 de membri.
Din 1923, Baroul Argeș este membru al Uniunii Naționale a Avocaților din România, care s-a înființat prin Legea nr. 610/1923. Această lege a permis, pentru prima dată în istorie, accesul femeilor la profesia de avocat. Abia în septembrie 1940 se înscrie în Baroul Argeș prima femeie.
Regimului comunist desființează prin Legea nr. 3/1948 barourile de avocați din Romania, iar locul baroului Argeș este luat de Colegiul de Avocați al județului Argeș, ocazie cu care sunt excluși din corp 48 de avocați și admiși 36. 
În august 1952, Colegiul Pitești devine Colegiul regiunii Pitești prin înglobarea avocaților din județele Muscel, Vâlcea și Olt, care se desființează. 
În februarie 1968, se desprind din Colegiul Regional Argeș avocații care activau pe teritoriul județelor Olt și Vâlcea, județe reînființate.
În anul 1990 se revine la vechea titulatură de "Baroul Argeș", în temeiul Decretului-lege nr. 90/1990.
În anul 2004, numărul avocaților din baroul Argeș era de aproximativ 224 de membri.